# Szappanos Péter
Szappanos Péter (Jászberény, 1990. november 14. –) kétszeres magyar válogatott labdarúgó, a Puskás Akadémia kapusa.

## Pályafutása

### Klubcsapatokban
Szappanos a Ferencváros akadémiáján nevelkedett. 2009 és 2014 között több mint száz bajnoki mérkőzésen szerepelt a Dunaharaszti MTK csapatában, 2012 és 2013 között kölcsönben az FC Tatabánya labdarúgója volt. 2014 és 2018 között száztíz bajnoki mérkőzésen szerepelt a Zalaegerszegben.
2018-tól 2021-ig a Mezőkövesdi SE játékosaként az első évben a 6., a 2019–2020-as idényben a negyedik helyen végzett csapat tagja volt a magyar első osztályú bajnokságban. A három idényben 86 első osztályú mérkőzésen védett. 2020-ban a magyar kupában ezüstérmet szerzett.
A 2020–2021-es idényt megelőzően a Budapest Honvéd csapatához igazolt, ahol két idényben (2023-ig) 53 bajnoki mérkőzésen szerepelt.
2023. július 8-án szerződést írt alá a paksi klubbal, 2024. május 15-én a  magyar kupa döntőjében a Ferencváros ellen 2–0-ra megnyert mérkőzésen is ő védett, csapatát a kupagyőzelemhez segítette.
2024. augusztus 23-án a szaúdi élvonalban szereplő el-Fateh szerződtette. Alighogy szerződését aláírta, még aznap kezdőként mutatkozott be új csapatában az al-Kvadszija ellen 3–0-ra elvesztett bajnokin.
2025. január 31-én kölcsönben visszatért Paksra. A szezon végén ismét kupagyőztes lett a csapattal, a Ferencváros elleni döntő büntetőpárbajában két lövést is hárított. 2025 nyarán felbontotta a szerződését szaúdi csapatával, majd a Puskás Akadémia játékosa lett.

### A válogatottban
2021. november 6-án Gulácsi Péter sérülése miatt Marco Rossi szövetségi kapitány a Budapest Honvéd kapusát hívta be a San Marino és a Lengyelország elleni világbajnoki selejtező mérkőzésekre készülő válogatottba.
2024. május 14-én Marco Rossi meghívta a 2024-es Európa-bajnokságon részt vevő együttes keretébe, de pályára nem lépett a tornán.
2025. június 10-én Bakuban az Azerbajdzsán ellen 2–1-re megnyert felkészülési mérkőzésen az 58. percben Tóth Balázst váltotta.

## Sikerei, díjai

### Klubcsapatokkal
Mezőkövesd
- Magyar kupa ezüstérmes: 2020

 Paks
- Magyar kupagyőztes: 2024,[15] 2025[16]
- Magyar labdarúgó-bajnokság ezüstérmes: 2023–24
- Magyar labdarúgó-bajnokság bronzérmes: 2024–25

## Statisztika

### Klubcsapatokban
2025. augusztus 16-án frissítve.
| Klub            | Szezon   | Bajnokság  | Bajnokság | Bajnokság | Kupa  | Kupa  | Ligakupa | Ligakupa | Nemz. kupa | Nemz. kupa | Összesen | Összesen |
| Klub            | Szezon   | Liga       | Mérk.     | Gólok     | Mérk. | Gólok | Mérk.    | Gólok    | Mérk.      | Gólok      | Mérk.    | Gólok    |
| --------------- | -------- | ---------- | --------- | --------- | ----- | ----- | -------- | -------- | ---------- | ---------- | -------- | -------- |
| Dunaharaszti    | 2008–09  | NB III     | 4         | 0         | 0     | 0     | –        | –        | –          | –          | 4        | 0        |
| Dunaharaszti    | 2009–10  | NB III     | 22        | 0         | 4     | 0     | –        | –        | –          | –          | 26       | 0        |
| Dunaharaszti    | 2010–11  | NB III     | 29        | 0         | 5     | 0     | –        | –        | –          | –          | 34       | 0        |
| Dunaharaszti    | 2011–12  | NB III     | 28        | 0         | 3     | 1     | –        | –        | –          | –          | 31       | 1        |
| Dunaharaszti    | 2013–14  | NB III     | 29        | 0         | 1     | 0     | –        | –        | –          | –          | 30       | 0        |
| Dunaharaszti    | Összesen | Összesen   | 112       | 0         | 13    | 1     | 0        | 0        | 0          | 0          | 125      | 1        |
| Tatabánya       | 2012–13  | NB II      | 2         | 0         | 0     | 0     | –        | –        | –          | –          | 2        | 0        |
| Tatabánya       | Összesen | Összesen   | 2         | 0         | 0     | 0     | 0        | 0        | 0          | 0          | 2        | 0        |
| Zalaegerszeg    | 2014–15  | NB II      | 27        | 0         | 1     | 0     | 2        | 0        | –          | –          | 30       | 0        |
| Zalaegerszeg    | 2015–16  | NB II      | 26        | 0         | 1     | 0     | –        | –        | –          | –          | 27       | 0        |
| Zalaegerszeg    | 2016–17  | NB II      | 36        | 0         | 1     | 0     | –        | –        | –          | –          | 37       | 0        |
| Zalaegerszeg    | 2017–18  | NB II      | 21        | 0         | 0     | 0     | –        | –        | –          | –          | 21       | 0        |
| Zalaegerszeg    | Összesen | Összesen   | 110       | 0         | 3     | 0     | 2        | 0        | 0          | 0          | 115      | 0        |
| Mezőkövesd      | 2018–19  | NB I       | 22        | 0         | 2     | 0     | –        | –        | –          | –          | 24       | 0        |
| Mezőkövesd      | 2019–20  | NB I       | 32        | 0         | 7     | 0     | –        | –        | –          | –          | 39       | 0        |
| Mezőkövesd      | 2020–21  | NB I       | 32        | 0         | 2     | 0     | –        | –        | –          | –          | 34       | 0        |
| Mezőkövesd      | Összesen | Összesen   | 86        | 0         | 11    | 0     | 0        | 0        | 0          | 0          | 97       | 0        |
| Budapest Honvéd | 2021–22  | NB I       | 30        | 0         | 2     | 0     | –        | –        | –          | –          | 32       | 0        |
| Budapest Honvéd | 2022–23  | NB I       | 23        | 0         | 0     | 0     | –        | –        | –          | –          | 23       | 0        |
| Budapest Honvéd | Összesen | Összesen   | 53        | 0         | 2     | 0     | 0        | 0        | 0          | 0          | 55       | 0        |
| Paks            | 2023–24  | NB I       | 29        | 0         | 3     | 0     | —        | —        | —          | —          | 32       | 0        |
| Paks            | 2024–25  | NB I       | 15        | 0         | 1     | 0     | —        | —        | 6          | 0          | 23       | 0        |
| Paks            | Összesen | Összesen   | 44        | 0         | 4     | 0     | 0        | 0        | 6          | 0          | 54       | 0        |
| el-Fateh        | 2024–25  | Pro League | 17        | 0         | 1     | 0     | –        | –        | –          | –          | 18       | 0        |
| el-Fateh        | Összesen | Összesen   | 17        | 0         | 1     | 0     | 0        | 0        | 0          | 0          | 18       | 0        |
| Puskás Akadémia | 2025–26  | NB I       | 2         | 0         | –     | –     | –        | –        | –          | –          | 2        | 0        |
| Puskás Akadémia | Összesen | Összesen   | 2         | 0         | –     | –     | –        | –        | –          | –          | 2        | 0        |
| Összesen        | Összesen | Összesen   | 426       | 0         | 34    | 1     | 2        | 0        | 6          | 0          | 468      | 1        |

### A válogatottban
| Magyarország | Magyarország | Magyarország |
| Év           | Mérk.        | Gólok        |
| ------------ | ------------ | ------------ |
| 2022         | 1            | 0            |
| 2023         | —            | —            |
| 2024         | —            | —            |
| 2025         | 1            | 0            |
| Összesen     | 2            | 0            |

### Mérkőzései a válogatottban
| Magyarország | Magyarország       | Magyarország           | Magyarország | Magyarország | Magyarország | Magyarország | Magyarország | Magyarország |
| #            | Dátum              | Helyszín               | Hazai        | Eredmény     | Vendég       | Kiírás       | Gólok        | Esemény      |
| ------------ | ------------------ | ---------------------- | ------------ | ------------ | ------------ | ------------ | ------------ | ------------ |
| 1.           | 2022. november 20. | Budapest, Puskás Aréna | Magyarország | 2 – 1        | Görögország  | barátságos   | -            | 90+2'        |
| 2.           | 2025. június 10.   | Baku, Dalğa Arena      | Azerbajdzsán | 1 – 2        | Magyarország | barátságos   | -            | 58'          |
|              | Összesen           |                        |              | 2            | mérkőzés     |              | 0            | gól          |